# Frederik Stjernfelt
Frederik Stjernfelt född 6 juli 1957, är en dansk idéhistoriker och författare. 
Frederik Stjernfelt utbildade sig i nordisk litteratur vid Köpenhamns universitet, med en fil. mag.-examen 1986, och disputerade där 1982. Han var redaktör för Gyldendals kulturtidskrift Kritik mellan 1993 och 2012.
Han är professor i vetenskapsteori, idéhistoria och semiotik vid Ålborg universitet (vid dess campus i Köpenhamn). Han leder tillsammans med filosofen David Budtz Pedersen Humanomics research centre vid universitetet. Han är medlem av Danska akademien sedan 2001.
Han är gift med översättaren Agnete Dorph Stjernfelt och far till konstnären Agnes Stjernfelt och tecknaren Karoline Stjernfelt